# (1915) Quetzálcoatl
(1915) Quetzálcoatl ist ein Asteroid des Amor-Typs, der am 9. März 1953 von Albert George Wilson am Mount Palomar entdeckt wurde. 
Benannt ist der Asteroid nach der aztekischen und toltekischen Gottheit Quetzalcoatl.